# Вумера
30°57′19″ пд. ш. 136°31′56″ сх. д. / 30.9553° пд. ш. 136.5322° сх. д.
Вумера, випробувальний полігон Вумера — австралійський космодром, розташований в центральній частині штату Південна Австралія біля міста Вумера.
Перший запуск здійснений 5 червня 1964 року, коли був виконаний пуск балістичною траєкторією ракети-носія Європа-1. Перший вдалий запуск супутника з космодрому був здійснений 29 листопада 1967 року, коли за допомогою американської ракети-носія Redstone на навколоземну орбіту був виведений перший австралійський супутник WRESAT.
Другий успішний запуск супутника і в цей час останній був здійснений 28 жовтня 1971 року, коли за допомогою британської ракети-носія Black Arrow був виведений на навколоземну орбіту британський же супутник Просперо. Цей запуск був останнім, надалі космодром за своїм прямим призначенням фактично не експлуатувався.
У липні 1976 року космодром був закритий, а устаткування законсервоване. Всього з космодрому було здійснено 24 запуски трьох типів ракети-носіїв Європа-1 (10 запусків), Redstone (10 запусків) і Black Arrow (4 запуски). З 24 запусків лише два закінчилися виходом на навколоземну орбіту корисного навантаження, останні запуски закінчилися аварією або здійснювалися за балістичною траєкторією.

## Інше
5 грудня (6 грудня за місцевим часом) 2020 року тут успішно приземлився капсуль Хаябуса-2.